# Copa Chile 2025
La Copa Chile 2025, llamada como «Copa Chile Coca-Cola Sin Azúcar» por fines de patrocinio, es la 45.ta edición de la Copa Chile, la copa nacional de fútbol en el país.
A diferencia de años anteriores, el torneo contará con una fase de grupos, esta edición no contara con equipos de Segunda División ni de la ANFA, solo participarán equipos de la Liga de Primera y de Ascenso. Son 32 elencos que se dividen en 8 grupos de 4 equipos, sembrados 2 equipos según criterio geográfico (Zona Norte, Zona Centro-Norte, Zona Centro-Sur y Zona Sur) y rendimientos previos en la Copa Chile, para el sorteo de los grupos.
La principal novedad fue la exclusión de los equipos de Segunda División Profesional y de la Asociación Nacional de Futbol Amateur (ANFA).

## Modalidad
La copa constará de dos etapas, una fase grupal en donde los 32 clubes se dividen en Zona Norte y Zona Sur, con cuatro grupos de cuatro por zona. Los primeros dos clubes de cada grupo clasificarán a la fase de eliminación directa, que constarán de octavos de final, cuartos de final y semifinal en partidos de ida y vuelta, mientras que la final única se desarrollará en campo neutral.
El orden de clasificación de los equipos en la tabla de posiciones de los grupos se determinará de la siguiente manera:
- 1) Mayor cantidad de puntos;
- 2) Mayor diferencia de goles a favor; en caso de igualdad;
- 3) Mayor cantidad de partidos ganados; en caso de igualdad;
- 4) Mayor cantidad de goles convertidos; en caso de igualdad;
- 5) Mayor cantidad de goles de visita marcados; en caso de igualdad;
- 6) Menor cantidad de tarjetas rojas recibidas; en caso de igualdad;
- 7) Menor cantidad de tarjetas amarillas recibidas; en caso de igualdad;
- 8) Mejor ubicación en el Ranking de Copa Chile; en caso de igualdad;
- 9) Sorteo.

Cuando el cuadro de 16 equipos clasificados se encuentre completo, la localía en el partido de vuelta de los octavos de final esta predeterminada, siendo otorgada el club que haya clasificado en la primera ubicación de su respectivo grupo. Desde los cuartos de final en adelante, el cuadro que tenga el mejor Ranking de Copa Chile será el que defina la serie como local. 

## Participantes
CV: campeón vigente de la Copa Chile 2024
#.°: ranking actual de la Copa Chile
| Primera División | Primera B |
| --- | --- |
| - Colo-Colo (1) - Universidad de Chile (2) CV - Unión Española (3) - Universidad Católica (5) - Palestino (6) - Everton (8) - Huachipato (9) - Ñublense (10) - Audax Italiano (11) - Coquimbo Unido (12) - O'Higgins (13) - Cobresal (14) - Deportes Iquique (17) - Deportes La Serena (21) - Unión La Calera (25) - Deportes Limache (41) | - Magallanes (4) - Cobreloa (7) - Universidad de Concepción (15) - Santiago Wanderers (16) - Deportes Temuco (18) - Deportes Antofagasta (19) - Curicó Unido (22) - Rangers (24) - Unión San Felipe (26) - Santiago Morning (27) - San Marcos de Arica (28) - San Luis de Quillota (29) - Deportes Copiapó (30) - Deportes Santa Cruz (32) - Deportes Concepción (33) - Deportes Recoleta (39) |

## Sorteo
El sorteo se realizó el 15 de enero en el auditorio de la ANFP, el proceso constó de 4 bombos para determinar los equipos de cada grupo además de cuatro zonas predeterminadas en que los mismos serán sorteados. 
| Bombos Zona Norte                           | Bombos Zona Norte                             | Bombos Zona Norte                                 | Bombos Zona Norte                               |
| Bombo 1                                     | Bombo 2                                       | Bombo 3                                           | Bombo 4                                         |
| ------------------------------------------- | --------------------------------------------- | ------------------------------------------------- | ----------------------------------------------- |
| Cobreloa (7) Coquimbo Unido (12)            | Cobresal (14) Deportes Iquique (17)           | Deportes Antofagasta (19) Deportes La Serena (21) | San Marcos de Arica (28) Deportes Copiapó (30)  |
| Colo-Colo (1) Universidad Católica (5)      | Everton (8) Santiago Wanderers (16)           | Unión La Calera (25) Unión San Felipe (26)        | San Luis de Quillota (29) Deportes Limache (41) |
| Bombos Zona Sur                             |                                               |                                                   |                                                 |
| Bombo 1                                     | Bombo 2                                       | Bombo 3                                           | Bombo 4                                         |
| Universidad de Chile (2) Unión Española (3) | Magallanes (4) Palestino (6)                  | Audax Italiano (11) Santiago Morning (27)         | Deportes Concepción (33) Deportes Recoleta (39) |
| Huachipato (9) Ñublense (10)                | O'Higgins (13) Universidad de Concepción (15) | Deportes Temuco (18) Curicó Unido (22)            | Rangers (24) Deportes Santa Cruz (32)           |

## Fase zonal
Un total de 32 equipos participarán en la primera ronda, agrupados en 8 zonas de 4 clubes, se enfrentarán en duelos intercalados de ida y vuelta. Los enfrentamientos de estas zonas se definieron mediante sorteo.
     Avanza a la Fase Eliminatoria.

### Zona A
| Pos. | Equipo               | Pts. | PJ | G | E | P | GF | GC | Dif. |  |     | ANT | COB | COP | IQU |
| ---- | -------------------- | ---- | -- | - | - | - | -- | -- | ---- |  | --- | --- | --- | --- | --- |
| 1    | Deportes Antofagasta | 10   | 6  | 3 | 1 | 2 | 10 | 12 | −2   |  |     | —   | 0–3 | 2–1 | 3–1 |
| 2    | Cobreloa             | 9    | 6  | 2 | 3 | 1 | 8  | 4  | +4   |  | 1–1 | —   | 3–0 | 0–0 |     |
| 3    | Deportes Copiapó     | 7    | 6  | 2 | 1 | 3 | 9  | 9  | 0    |  |     | 4–0 | 1–1 | —   | 1–0 |
| 4    | Deportes Iquique     | 7    | 6  | 2 | 1 | 3 | 8  | 10 | −2   |  | 2–4 | 2–0 | 3–2 | —   |     |

 Fuente: Campeonato Chileno

### Zona B
| Pos. | Equipo             | Pts. | PJ | G | E | P | GF | GC | Dif. |  |     | LIM | SWA | COL | USF |
| ---- | ------------------ | ---- | -- | - | - | - | -- | -- | ---- |  | --- | --- | --- | --- | --- |
| 1    | Deportes Limache   | 11   | 6  | 3 | 2 | 1 | 12 | 7  | +5   |  |     | —   | 1–2 | 4–1 | 1–1 |
| 2    | Santiago Wanderers | 10   | 6  | 3 | 1 | 2 | 6  | 5  | +1   |  | 0–2 | —   | 1–0 | 0–1 |     |
| 3    | Colo-Colo          | 8    | 6  | 2 | 2 | 2 | 8  | 7  | +1   |  |     | 2–2 | 0–0 | —   | 4–0 |
| 4    | Unión San Felipe   | 4    | 6  | 1 | 1 | 4 | 4  | 11 | −7   |  | 1–2 | 1–3 | 0–1 | —   |     |

 Fuente: Campeonato Chileno

### Zona C
| Pos. | Equipo              | Pts. | PJ | G | E | P | GF | GC | Dif. |  |     | SER | COQ | SMA | CSL |
| ---- | ------------------- | ---- | -- | - | - | - | -- | -- | ---- |  | --- | --- | --- | --- | --- |
| 1    | Deportes La Serena  | 11   | 6  | 3 | 2 | 1 | 8  | 5  | +3   |  |     | —   | 2–0 | 2–1 | 1–1 |
| 2    | Coquimbo Unido      | 9    | 6  | 2 | 3 | 1 | 8  | 5  | +3   |  | 1–1 | —   | 3–0 | 0–0 |     |
| 3    | San Marcos de Arica | 7    | 6  | 2 | 1 | 3 | 6  | 11 | −5   |  |     | 1–0 | 2–2 | —   | 2–1 |
| 4    | Cobresal            | 5    | 6  | 1 | 2 | 3 | 6  | 7  | −1   |  | 1–2 | 0–2 | 3–0 | —   |     |

 Fuente: Campeonato Chileno

### Zona D
| Pos. | Equipo               | Pts. | PJ | G | E | P | GF | GC | Dif. |  |     | ULC | SLU | EVE | UCA |
| ---- | -------------------- | ---- | -- | - | - | - | -- | -- | ---- |  | --- | --- | --- | --- | --- |
| 1    | Unión La Calera      | 11   | 6  | 3 | 2 | 1 | 5  | 4  | +1   |  |     | —   | 0–0 | 1–0 | 2–2 |
| 2    | San Luis de Quillota | 10   | 6  | 3 | 1 | 2 | 8  | 7  | +1   |  | 0–1 | —   | 3–2 | 2–1 |     |
| 3    | Everton              | 9    | 6  | 3 | 0 | 3 | 7  | 6  | +1   |  |     | 2–0 | 1–0 | —   | 2–1 |
| 4    | Universidad Católica | 4    | 6  | 1 | 1 | 4 | 7  | 10 | −3   |  | 0–1 | 2–3 | 1–0 | —   |     |

 Fuente: Campeonato Chileno

### Zona E
| Pos. | Equipo              | Pts. | PJ | G | E | P | GF | GC | Dif. |  |     | AUD | CON | UES | PAL |
| ---- | ------------------- | ---- | -- | - | - | - | -- | -- | ---- |  | --- | --- | --- | --- | --- |
| 1    | Audax Italiano      | 12   | 6  | 3 | 3 | 0 | 9  | 4  | +5   |  |     | —   | 2–1 | 3–1 | 2–2 |
| 2    | Deportes Concepción | 8    | 6  | 2 | 2 | 2 | 10 | 13 | −3   |  | 0–0 | —   | 1–0 | 3–2 |     |
| 3    | Unión Española      | 7    | 6  | 2 | 1 | 3 | 10 | 7  | +3   |  |     | 0–0 | 5–1 | —   | 3–0 |
| 4    | Palestino           | 5    | 6  | 1 | 2 | 3 | 10 | 15 | −5   |  | 0–2 | 4–4 | 2–1 | —   |     |

 Fuente: Campeonato Chileno

### Zona F
| Pos. | Equipo          | Pts. | PJ | G | E | P | GF | GC | Dif. |  |     | HUA | TEM | RAN | OHI |
| ---- | --------------- | ---- | -- | - | - | - | -- | -- | ---- |  | --- | --- | --- | --- | --- |
| 1    | Huachipato      | 11   | 6  | 3 | 2 | 1 | 11 | 5  | +6   |  |     | —   | 5–0 | 2–0 | 2–1 |
| 2    | Deportes Temuco | 8    | 6  | 2 | 2 | 2 | 9  | 12 | −3   |  | 4–2 | —   | 3–2 | 1–1 |     |
| 3    | Rangers         | 7    | 6  | 2 | 1 | 3 | 5  | 8  | −3   |  |     | 0–0 | 1–0 | —   | 1–0 |
| 4    | O'Higgins       | 6    | 6  | 1 | 3 | 2 | 6  | 6  | 0    |  | 0–0 | 1–1 | 3–1 | —   |     |

 Fuente: Campeonato Chileno

### Zona G
| Pos. | Equipo               | Pts. | PJ | G | E | P | GF | GC | Dif. |  |     | UCH | MAG | SMO | REC |
| ---- | -------------------- | ---- | -- | - | - | - | -- | -- | ---- |  | --- | --- | --- | --- | --- |
| 1    | Universidad de Chile | 13   | 6  | 4 | 1 | 1 | 16 | 5  | +11  |  |     | —   | 0–1 | 3–0 | 1–1 |
| 2    | Magallanes           | 13   | 6  | 4 | 1 | 1 | 7  | 4  | +3   |  | 1–3 | —   | 0–0 | 2–0 |     |
| 3    | Santiago Morning     | 5    | 6  | 1 | 2 | 3 | 3  | 8  | −5   |  |     | 1–3 | 1–2 | —   | 1–0 |
| 4    | Deportes Recoleta    | 2    | 6  | 0 | 2 | 4 | 2  | 11 | −9   |  | 1–6 | 0–1 | 0–0 | —   |     |

 Fuente: Campeonato Chileno

### Zona H
| Pos. | Equipo                    | Pts. | PJ | G | E | P | GF | GC | Dif. |  |     | ÑUB | CUR | UDC | SCR |
| ---- | ------------------------- | ---- | -- | - | - | - | -- | -- | ---- |  | --- | --- | --- | --- | --- |
| 1    | Ñublense                  | 10   | 6  | 3 | 1 | 2 | 13 | 11 | +2   |  |     | —   | 3–2 | 2–0 | 2–2 |
| 2    | Curicó Unido              | 8    | 6  | 2 | 2 | 2 | 7  | 6  | +1   |  | 2–1 | —   | 0–1 | 0–0 |     |
| 3    | Universidad de Concepción | 8    | 6  | 2 | 2 | 2 | 7  | 6  | +1   |  |     | 2–3 | 1–1 | —   | 0–0 |
| 4    | Deportes Santa Cruz       | 6    | 6  | 1 | 3 | 2 | 5  | 9  | −4   |  | 3–2 | 0–2 | 0–3 | —   |     |

 Fuente: Campeonato Chileno

## Fase eliminatoria
Un total de 16 equipos participarán en la segunda ronda o fase eliminatoria, agrupados en 8 llaves de 2 clubes, se enfrentarán en duelos de ida y vuelta. Los enfrentamientos de estos equipos se definieron mediante sorteo.
|  | 8.os de Final | 8.os de Final        | 8.os de Final | 8.os de Final      | 8.os de Final |   |    | 4.os de Final      | 4.os de Final | 4.os de Final | 4.os de Final | 4.os de Final |  |    | Semifinal          | Semifinal    | Semifinal | Semifinal | Semifinal |  |  | Final | Final | Final |  |
|  |               |                      |               |                    |               |   |    |                    |               |               |               |               |  |    |                    |              |           |           |           |  |  |       |       |       |  |
|  |               |                      |               |                    |               |   |    |                    |               |               |               |               |  |    |                    |              |           |           |           |  |  |       |       |       |  |
|  | 19            | Deportes Antofagasta | 0             | 2                  | 2             |   |    |                    |               |               |               |               |  |    |                    |              |           |           |           |  |  |       |       |       |  |
|  | 19            | Deportes Antofagasta | 0             | 2                  | 2             |   |    |                    |               |               |               |               |  |    |                    |              |           |           |           |  |  |       |       |       |  |
|  | 16            | Santiago Wanderers   | 3             | 3                  | 6             |   |    |                    |               |               |               |               |  |    |                    |              |           |           |           |  |  |       |       |       |  |
|  | 16            | Santiago Wanderers   | 3             | 3                  | 6             |   | 16 | Santiago Wanderers | 2             | 1             | 3             |               |  |    |                    |              |           |           |           |  |  |       |       |       |  |
|  |               |                      |               |                    |               |   | 16 | Santiago Wanderers | 2             | 1             | 3             |               |  |    |                    |              |           |           |           |  |  |       |       |       |  |
|  |               |                      | 21            | Deportes La Serena | 4             | 5 | 9  |                    |               |               |               |               |  |    |                    |              |           |           |           |  |  |       |       |       |  |
|  | 21            | Deportes La Serena   | 21            | Deportes La Serena | 4             | 5 | 9  | 1                  | 4             | 5             |               |               |  |    |                    |              |           |           |           |  |  |       |       |       |  |
|  | 21            | Deportes La Serena   |               |                    |               |   |    |                    |               | 5             |               |               |  |    |                    |              |           |           |           |  |  |       |       |       |  |
|  | 29            | San Luis de Quillota | 3             | 1                  | 4             |   |    |                    |               |               |               |               |  |    |                    |              |           |           |           |  |  |       |       |       |  |
|  | 29            | San Luis de Quillota | 3             | 1                  | 4             |   |    |                    |               |               |               |               |  | 21 | Deportes La Serena |              |           |           |           |  |  |       |       |       |  |
|  |               |                      |               |                    |               |   |    |                    |               |               |               |               |  | 21 | Deportes La Serena |              |           |           |           |  |  |       |       |       |  |
|  |               |                      | 41            | Deportes Limache   |               |   |    |                    |               |               |               |               |  |    |                    |              |           |           |           |  |  |       |       |       |  |
|  | 41            | Deportes Limache     | 41            | Deportes Limache   | 3             | 3 | 6  |                    |               |               |               |               |  |    |                    |              |           |           |           |  |  |       |       |       |  |
|  | 41            | Deportes Limache     |               |                    |               |   |    |                    |               |               |               |               |  |    |                    |              |           |           |           |  |  |       |       |       |  |
|  | 7             | Cobreloa             | 1             | 0                  | 1             |   |    |                    |               |               |               |               |  |    |                    |              |           |           |           |  |  |       |       |       |  |
|  | 7             | Cobreloa             | 1             | 0                  | 1             |   | 41 | Deportes Limache   | 2             | 3             | 5             |               |  |    |                    |              |           |           |           |  |  |       |       |       |  |
|  |               |                      |               |                    |               |   | 41 | Deportes Limache   | 2             | 3             | 5             |               |  |    |                    |              |           |           |           |  |  |       |       |       |  |
|  |               |                      | 12            | Coquimbo Unido     | 1             | 2 | 3  |                    |               |               |               |               |  |    |                    |              |           |           |           |  |  |       |       |       |  |
|  | 25            | Unión La Calera      | 12            | Coquimbo Unido     | 1             | 2 | 3  | 1                  | 1             | 2             |               |               |  |    |                    |              |           |           |           |  |  |       |       |       |  |
|  | 25            | Unión La Calera      |               |                    |               |   |    |                    |               | 2             |               |               |  |    |                    |              |           |           |           |  |  |       |       |       |  |
|  | 12            | Coquimbo Unido       | 2             | 4                  | 6             |   |    |                    |               |               |               |               |  |    |                    |              |           |           |           |  |  |       |       |       |  |
|  | 12            | Coquimbo Unido       | 2             | 4                  | 6             |   |    |                    |               |               |               |               |  |    |                    | Bandera de ? |           |           |           |  |  |       |       |       |  |
|  |               |                      |               |                    |               |   |    |                    |               |               |               |               |  |    |                    |              |           |           |           |  |  |       |       |       |  |
|  |               |                      | Bandera de ?  |                    |               |   |    |                    |               |               |               |               |  |    |                    |              |           |           |           |  |  |       |       |       |  |
|  | 11            | Audax Italiano       | 2             | 2                  | 4             |   |    |                    |               |               |               |               |  |    |                    |              |           |           |           |  |  |       |       |       |  |
|  | 11            | Audax Italiano       | 2             | 2                  | 4             |   |    |                    |               |               |               |               |  |    |                    |              |           |           |           |  |  |       |       |       |  |
|  | 18            | Deportes Temuco      | 1             | 0                  | 1             |   |    |                    |               |               |               |               |  |    |                    |              |           |           |           |  |  |       |       |       |  |
|  | 18            | Deportes Temuco      | 1             | 0                  | 1             |   | 11 | Audax Italiano     | 1             | 1             | 2             |               |  |    |                    |              |           |           |           |  |  |       |       |       |  |
|  |               |                      |               |                    |               |   | 11 | Audax Italiano     | 1             | 1             | 2             |               |  |    |                    |              |           |           |           |  |  |       |       |       |  |
|  |               |                      | 22            | Curicó Unido       | 0             | 0 | 0  |                    |               |               |               |               |  |    |                    |              |           |           |           |  |  |       |       |       |  |
|  | 2             | Universidad de Chile | 22            | Curicó Unido       | 0             | 0 | 0  | 1                  | 2             | 3             |               |               |  |    |                    |              |           |           |           |  |  |       |       |       |  |
|  | 2             | Universidad de Chile |               |                    |               |   |    |                    |               | 3             |               |               |  |    |                    |              |           |           |           |  |  |       |       |       |  |
|  | 22            | Curicó Unido         | 2             | 2                  | 4             |   |    |                    |               |               |               |               |  |    |                    |              |           |           |           |  |  |       |       |       |  |
|  | 22            | Curicó Unido         | 2             | 2                  | 4             |   |    |                    |               |               |               |               |  | 11 | Audax Italiano     |              |           |           |           |  |  |       |       |       |  |
|  |               |                      |               |                    |               |   |    |                    |               |               |               |               |  | 11 | Audax Italiano     |              |           |           |           |  |  |       |       |       |  |
|  |               |                      | 9             | Huachipato         |               |   |    |                    |               |               |               |               |  |    |                    |              |           |           |           |  |  |       |       |       |  |
|  | 9             | Huachipato           | 9             | Huachipato         | 1             | 2 | 3  |                    |               |               |               |               |  |    |                    |              |           |           |           |  |  |       |       |       |  |
|  | 9             | Huachipato           |               |                    |               |   |    |                    |               |               |               |               |  |    |                    |              |           |           |           |  |  |       |       |       |  |
|  | 33            | Deportes Concepción  | 1             | 0                  | 1             |   |    |                    |               |               |               |               |  |    |                    |              |           |           |           |  |  |       |       |       |  |
|  | 33            | Deportes Concepción  | 1             | 0                  | 1             |   | 9  | Huachipato         | 2             | 2             | 4             |               |  |    |                    |              |           |           |           |  |  |       |       |       |  |
|  |               |                      |               |                    |               |   | 9  | Huachipato         | 2             | 2             | 4             |               |  |    |                    |              |           |           |           |  |  |       |       |       |  |
|  |               |                      | 10            | Ñublense           | 2             | 1 | 3  |                    |               |               |               |               |  |    |                    |              |           |           |           |  |  |       |       |       |  |
|  | 10            | Ñublense             | 10            | Ñublense           | 2             | 1 | 3  | 1                  | 2             | 3             |               |               |  |    |                    |              |           |           |           |  |  |       |       |       |  |
|  | 10            | Ñublense             |               |                    |               |   |    |                    |               | 3             |               |               |  |    |                    |              |           |           |           |  |  |       |       |       |  |
|  | 4             | Magallanes           | 1             | 0                  | 1             |   |    |                    |               |               |               |               |  |    |                    |              |           |           |           |  |  |       |       |       |  |
|  | 4             | Magallanes           | 1             | 0                  | 1             |   |    |                    |               |               |               |               |  |    |                    |              |           |           |           |  |  |       |       |       |  |
|  |               |                      |               |                    |               |   |    |                    |               |               |               |               |  |    |                    |              |           |           |           |  |  |       |       |       |  |

Nota: el equipo con el menor número de orden, en el ranking histórico de la Copa Chile, es el que definirá la serie como local. 
| Bandera de ?           |
|                        |
| Campeón --- N.º título |

## Campeón
| Copa Chile |

## Estadísticas

### Goleadores
| Jugador         | Equipo           | Goles |
| --------------- | ---------------- | ----- |
| Gonzalo Sosa    | Ñublense         | 4     |
| Luis Acevedo    | Deportes Temuco  | 4     |
| Gustavo Gotti   | Cobreloa         | 3     |
| Federico Mateos | Ñublense         | 3     |
| Álvaro Ramos    | Deportes Iquique | 3     |